# Ján Pobežal
Ján Pobežal (* 7. července 1948[zdroj?]) je český psycholog a politik ODS, slovenské národnosti, po sametové revoluci československý poslanec Sněmovny lidu Federálního shromáždění za Občanské fórum (později za ODS).

## Biografie
Profesně působí jako klinický psycholog. V roce 1975 absolvoval Filozofickou fakultu Univerzity Karlovy.
Ve volbách roku 1990 byl zvolen za OF do Sněmovny lidu (volební obvod Západočeský kraj). Po rozkladu Občanského fóra přestoupil v roce 1991 do poslaneckého klubu ODS. Ve Federálním shromáždění setrval do voleb roku 1992.
Později působil jako politik ODS na krajské a místní úrovni. Byl zastupitelem pro Karlovarský kraj a zastupitelem a členem městské rady v Chebu. Do chebského městského zastupitelstva byl poprvé zvolen za ODS v komunálních volbách roku 1998. Znovu se do zastupitelstva vrátil po komunálních volbách roku 2006 a mandát obhájil v komunálních volbách roku 2010. V krajských volbách v roce 2000 zvolen zastupitelem za Karlovarský kraj. Na postu setrval do voleb roku 2004.